# Sonntag (chanson)
Pour l’article homonyme, voir Sonntag.
Chansons représentant l'Autriche au Concours Eurovision de la chanson
Wenn du da bist
(1981) Hurricane
(1983)
Sonntag (en français, Dimanche) est la chanson représentant l'Autriche au Concours Eurovision de la chanson 1982. Elle est interprétée par le duo Mess.
La chanson est la dixième chanson de la soirée, suivant Dag efter dag interprétée par Chips pour la Suède et précédant Si tu aimes ma musique interprétée par Stella pour la Belgique.
À la fin des votes, elle obtient 57 points et prend la neuvième place sur dix-huit participants.

## Source de la traduction
- (en) Cet article est partiellement ou en totalité issu de l’article de Wikipédia en anglais intitulé « Sonntag (song) » (voir la liste des auteurs).